# Burundi en los Juegos Olímpicos de la Juventud 2018
Burundi participó en los Juegos Olímpicos de la Juventud 2018 en Buenos Aires, Argentina, del 6 al 18 de octubre de 2018. Su delegación estuvo conformada por cinco atletas en tres disciplinas. Obtuvo una medalla de oro en las justas.

## Medallero
| Presea        | Medalla de oro | Medalla de plata | Medalla de bronce | Total |
| ------------- | -------------- | ---------------- | ----------------- | ----- |
| TOTAL OFICIAL | 1              | 0                | 0                 | 1     |

## Disciplinas

### Atletismo
Burundi clasificó a tres atletas en esta disciplina.
- Atletismo masculino - Jean de Dieu Butoyi y Athanase Vyizigiro
- Atletismo femenino - Odile Nintije

### Judo
Burundi clasificó a un atleta en esta disciplina.
- Individual masculino - Fleury Nihozeko

### Tenis
Burundi clasificó a una tenista.
- Individual y dobles femenino - Sada Nahimana